# Nelonen (Fußball)
Nelonen oder IV divisioona ist seit 2024 die sechsthöchste Spielklasse im finnischen Fußball für Männer. Die Spielklasse wurde 1973 gegründet und ist seit Mitte der 1990er Jahre v. a. unter dem Namen Nelonen (finnisch, schwedisch Fyran, englisch Number Four) bekannt und war bis 2023 die fünfthöchste Spielklasse. Sie wird unter Leitung von Suomen Palloliitto ausgerichtet.

## Wettkampf
In der Spielklasse treten 130 Mannschaften an und spielen um den Aufstieg in die vierte Spielklasse Kolmonen. Während der von April bis Oktober dauernden Saison spielen die Klubs zweimal gegeneinander: einmal im heimischen Stadion, einmal auswärts. Für einen Sieg gibt es drei, für ein Remis einen Punkt. Spielzeit ist zweimal 45 Minuten. Jedes Team kann sieben Auswechslungen vornehmen. Die jeweiligen Gruppensieger steigen auf, die zwei schlechtplatziertesten steigen in die Vitonen ab.

## Administration
Der Finnische Fußballverband Suomen Palloliitto (SPL) (finnisch, schwedisch Finlands Bollförbund, englisch Football Association of Finland) administrierte die Liga von 1973 bis 1986. Damals gab es 18 regional verteilte Gruppen mit jeweils 10 bis 12 Mannschaften. Nach 1987 wurde die Ausrichtung der Liga an die 12 Regionalverbände innerhalb von SPL delegiert.
In der aktuellen Saison 2022 gibt es die folgende regionale Verteilung.
- Nord (Pohjoinen)
- West (Läntinen) – Gruppen A, B, C1, C2
- Ost (Itäinen) – Gruppen A–C
- Süd (Eteläinen) – Gruppen 1–4

Die Mannschaften in der Nelonen sind zur Teilnahme am Suomen Regions' Cup qualifiziert.

## Sonstiges
Der auslandsdeutsche Fußballverein FC Germania Helsinki ist Mitglied im Finnischen Fußballverband seit 2017. Die erste Mannschaft ist 2022 in die Nelonen aufgestiegen.